# Joachim Winkelhock
Joachim Winkelhock (Waiblingen, 24 de outubro de 1960) é um ex-automobilista alemão.
Ele participou da temporada de 1989 da Fórmula 1, pela equipe AGS. Tentou largar em sete oportunidades, mas não teve sucesso em nenhuma.
Seu grande momento foi a vitória nas 24 Horas de Le Mans de 1999, pilotando um BMW V12 LMR preparado pela equipe Schnitzer Motorsport, e tendo o francês Yannick Dalmas e o italiano Pierluigi Martini como companheiros de time.
Joachim Winkelhock, que também é irmão de Manfred Winkelhock (falecido em 1985, e cuja morte causou uma interrupção em sua carreira) e tio de Markus Winkelhock, que chegou a liderar o GP da Alemanha de 2007, com uma Spyker, se despediu das pistas em 2003, aos 43 anos de idade.
Para homenagear o piloto, uma edição especial do BMW M5 foi batizada com seu nome.